# Château de Bourg-le-Château
Le château de Bourg-le-Château est un château fort en ruines situé à Bommiers, en France.

## Localisation
Le château est situé sur le territoire de la commune de Bommiers, au lieu-dit les Minimes, dans le département de l'Indre, en région Centre-Val de Loire.

## Description
Le château de Bourg-le-Château est un édifice qui comprend trois enceintes : celle de la motte castrale du donjon, celle de la basse-cour quadrangulaire dont ne subsiste qu’une impressionnante courtine (début XIIIe siècle), celle de la grande cour communiquant avec la précédente par un pont-levis. Le donjon est une tour circulaire avec chemin de ronde fermé par une enceinte ovale, flanqué au nord de deux tours. L'accès à la basse-cour se fait par un portail cintré flanqué de deux tours.  Au fond de la grande cour se trouve le manoir du XVe siècle. L'ensemble est implanté dans un parc de 4 ha. Il s'agit de la plus imposante place forte du Berry.
Aujourd'hui propriété privée et habitée, des visites commentées sont possibles. Menacé par l'érosion et la végétation, des projets de sauvegarde sont en cours.
Il est parmi les rares châteaux à motte fossoyée et cour des XIIe et XIIIe siècles, au côté de ceux de Châtillon, Cluis et Brosse,,,.

## Historique
Le château est cité pour la première fois dans une bulle du pape Calixte II en 1123, puis en 1163 dans une bulle du pape Alexandre III. Rien de ce qui subsiste ne semble antérieur au XIIIe siècle. Il dut subir un siège pendant la Fronde en 1630. Sa ruine ne commença qu'après le rachat du duché de Châteauroux par Louis XV.[réf. souhaitée]
Il est inscrit aux titre des monuments historiques par arrêté du 22 mars 1930.